# Doyle Glacier
Doyle Glacier är en glaciär i Antarktis. Den ligger i Västantarktis. Argentina, Chile och Storbritannien gör anspråk på området. Doyle Glacier ligger 532 meter över havet.
Terrängen runt Doyle Glacier är huvudsakligen kuperad, men åt sydväst är den bergig. Havet är nära Doyle Glacier åt nordväst. Trakten är obefolkad. Det finns inga samhällen i närheten. 